# Cystopteris douglasii
Cystopteris douglasii là một loài dương xỉ trong họ Cystopteridaceae. Loài này được Hook. mô tả khoa học đầu tiên năm 1846.